# Орондкі
Орондкі (пол. Orądki) — село в Польщі, у гміні Пйонтек Ленчицького повіту Лодзинського воєводства.
Населення — 64 особи (2011).
У 1975-1998 роках село належало до Плоцького воєводства.

## Демографія
Демографічна структура станом на 31 березня 2011 року:
|          | Загалом | Допрацездатний вік | Працездатний вік | Постпрацездатний вік |
| -------- | ------- | ------------------ | ---------------- | -------------------- |
| Чоловіки | 32      | 9                  | 20               | 3                    |
| Жінки    | 32      | 9                  | 15               | 8                    |
| Разом    | 64      | 18                 | 35               | 11                   |